# Académie norvégienne des sciences et des lettres
L'Académie norvégienne des sciences et des lettres (en norvégien: « Det Norske Videnskaps-Akademi ») a été fondée en 1857, à Oslo, dans le but de « faire progresser la science et l'érudition en Norvège ». Elle est actuellement cofinancée par des fonds publics, provenant du gouvernement norvégien, et des fonds privés. L'académie est constituée de deux sections, la première regroupant les mathématiques et sciences naturelles et la seconde les humanités. Elle offre 219 sièges à ses membres norvégiens et 183 pour ses membres étrangers. Son conseil de direction est composé de dix membres, dont l'actuel président est le professeur Hans Petter Graver. L’académie décerne depuis 2003 le Prix Abel, l’équivalent du Prix Nobel en mathématiques, celui-ci étant inexistant. 

## Académiciens

### Sections des Mathématiques et des Sciences
- Chef : Anders Elverhøi, département des geoscience à l'université d'Oslo
- Chef adjoint : Lise Øverås, spécialiste des micro-organisme dans les écosystème naturels à l'université de Bergen

### Section de Lettres
- Chef : Gunn Elisabeth Birkelund, professeur de sociologie à l'université d'Oslo
- Chef adjoint : Terje Lohndal, professeur de linguistique anglais à NTNU (Trondheim)

## Source
- (en) Cet article est partiellement ou en totalité issu de l’article de Wikipédia en anglais intitulé « Norwegian Academy of Science and Letters » (voir la liste des auteurs).